# Basile d'Émèse
Pour les articles homonymes, voir Basile.
Basile d'Émèse est l'auteur de la Vie de l'évêque Théodore d'Édesse et neveu de l'évêque dont est question. Il vécut au IXe siècle et fut évêque d'Émèse après avoir été le collaborateur de Théodore dans la laure de Saint-Sabas.